# Rio Élorn
O rio Élorn (em bretão:  Elorn, sem acento) é um rio localizado no departamento de Finistère, no oeste da Bretanha, no noroeste de França. Tem 56 km de comprimento. Nasce nos monts d'Arrée e banha as seguintes localidades:
- Commana
- Sizun
- Ploudiry
- Locmélar
- Loc-Éguiner
- Lampaul-Guimiliau
- Landivisiau
- Bodilis
- Ploudiry
- Saint-Servais
- La Roche-Maurice
- Plounéventer
- Plouédern
- Pencran
- Landerneau